# Ed Banger Records
La Ed Banger Records (a volte abbreviata come Ed Rec) è un'etichetta discografica francese di musica elettronica che nasce come divisione più estrema della Headbangers Entertainment. Creata nel 2003 a Parigi da Pedro Winter (già manager dei Daft Punk dal 1996), tra le sue file si trovano i più noti Mr. Oizo, SebastiAn, Justice e lo stesso Pedro Winter sotto il nome di Busy P.
La direzione artistica e grafica per i video e le copertine delle loro uscite è affidata a So Me.
Nel 2007 l'etichetta ha avuto un picco di fama a livello mondiale grazie alle numerose produzioni realizzate dai suoi artisti, tra le quali è sicuramente spiccata la rielaborazione da parte dei Justice di Never Be Alone, brano dei Simian Mobile Disco stampato in origine nel 2002 quando ancora il gruppo si faceva chiamare Simian.
Dal 2010 l'etichetta francese ha sfornato in continuazione nuovi artisti, ciascuno con propri nuovi stili, come Breakbot, che in breve tempo è riuscito a farsi conoscere in tutto il mondo e a diventare l'artista più importante dell'etichetta.
Nel settembre 2013 l'etichetta compie 10 anni e per festeggiare l'anniversario viene organizzato un tour mondiale (Parigi, Londra, New York) a cui partecipano vari suoi artisti affiancati da altri amici musicisti come lo stesso Kavinsky.
Il distributore delle pubblicazioni dell'etichetta è Because Music.